# Лагранж-Даламберов принцип
Лагранж-Даламберов принцип, или општа једначина динамике, гласи:
За време кретања механичког система збир виртуалних радова свих инерцијалних и активних сила и реакција неидеалних веза у систему једнак је нули.
{\displaystyle \sum _{i}\left({{\mathbf {F} }_{i}-{\dot {\mathbf {p} }}_{i}}\right)\cdot \delta {\mathbf {r} }_{i}=0.}